# Estação Vodnyi Stadion
Vodnyi Stadion (em russo:  Водный стадион) é uma das estações da linha Zamoskvoretskaia (Linha 2) do Metro de Moscovo, na Rússia. Estação «Vodnyi Stadion» está localizada entre as estações «Voikovskaia» e «Retchnoi Vokzal».